# Catedral de Gubbio

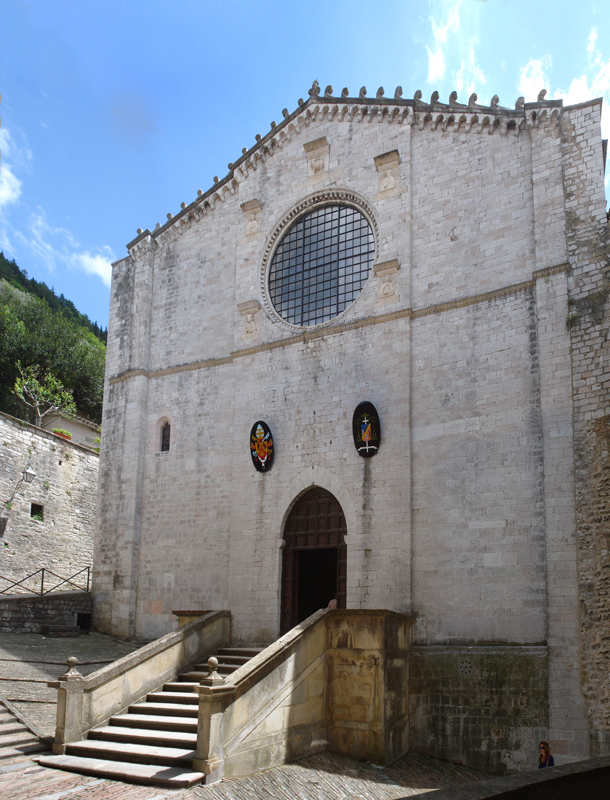
Fachada

A Catedral de Gubbio, dedicada aos santos mártires Tiago  e Mariano , é a principal igreja católica da comuna de Gubbio, na Itália, sendo a sede do bispado.
O atual edifício foi erguido sobre uma igreja mais antiga. As obras começaram entre 1191 e 1194 após o bispo Bentivoglio receber autorização do imperador Henrique VI. A fachada foi concluída entre 1325 e 1350, e tem um portal com arco ogival, acima do qual uma grande janela redonda é cercada por cinco baixos-relevos do século XIII representando os símbolos dos quatro evangelistas e o Cordeiro de Deus.
No interior a igreja possui uma só nave, dividida por dez arcos que sustentam o telhado, e uma capela-mor absidal ao fundo. Restaurações recentes recuperaram a aparência original, eliminando os elementos acrescentados durante o barroco tardio. Também levaram à descoberta de uma tumba em estilo gótico e de duas estátuas representando os santos patronos, além de recuperarem o altar original, feito a partir de um sarcófago romano adornado na Idade Média com colunas de mármore rosa. Neste sarcófago estão depositadas relíquias dos santos titulares da catedral. Acima do altar está um crucifixo de madeira do século XIII.
As várias capelas laterais são decoradas com significativas obras de arte, incluindo uma Anunciação de Virgilio Nucci, uma Madonna o Menino com Santos de Benedetto Nucci, um Nascimento da Virgem de Antonio Gherardi, uma Pietà de Dono Doni, uma Maria Madalena e uma Natividade de Giuliano Presutti e uma Madonna entronizada de Sinibaldo Ibi, entre várias outras. A igreja também abriga dois órgãos do século XVI. A decoração da cúpula, com uma cena da Coroação da Virgem é de Francesco Allegrini. Os afrescos da capela-mor, no arco do cruzeiro e em algumas paredes de capelas laterais é obra recente de Augusto Stoppoloni.